# Sagor & Swing (EP, 2004)
Sagor & Swing är Sagor & Swings självbetitlade andra EP, utgiven som en 7" på skivbolaget Smashing Time 2004. Skivan var limiterad till 300 exemplar, varav 100 hade ett lila omslag och 200 ett grönt.

## Låtlista
A
1. "Popkarusellen"
2. "8-bitarspolskan"

B
1. "Partikelaccelerator"
2. "Baklängesvisa"

## Personal
- Emma Hässel - formgivning
- Eric Malmberg - orgel, synthesizer
- Ulf Möller - trummor

### Fotnoter
1. ↑  ”Sagor & Swing”. http://www.discogs.com/Sagor-Swing-Sagor-Swing/release/766525. Läst 19 maj 2012.